# 2014 par pays en Amérique

## Bolivie
- 12 octobre : Evo Morales est réélu président lors des élections générales.

## Chili
- 11 mars : Michelle Bachelet redevient présidente de la République.
- 1er avril : séisme de magnitude 8,2 au large d'Iquique.
- avril : un grand incendie à Valparaíso fait 15 morts[1].

## Colombie
- 9 mars : élections législatives.
- 25 mai et 15 juin : élection présidentielle, Juan Manuel Santos est réélu.

## Costa Rica
- 2 février : élection présidentielle et élections législatives.

## Cuba
- 17 décembre : Cuba et les États-Unis annoncent conjointement la reprise de leurs relations diplomatiques, impliquant un assouplissement de l'embargo des États-Unis contre Cuba[2].

## Groenland
- 28 novembre : élections législatives.

## Haïti
- 14 décembre : le premier ministre Laurent Lamothe démissionne après plusieurs semaines de manifestations.
- 21 décembre : la ministre de la Santé Florence Duperval Guillaume est nommée première ministre par intérim.

## Honduras
- 27 janvier : Juan Orlando Hernández entre en fonction comme président de la République.

## Mexique
- 26 septembre : enlèvements d'Iguala.

## Panama
- 5 avril : inauguration de la ligne 1 du métro de Panama.
- 4 mai : élection présidentielle remportée par Juan Carlos Varela et élections législatives.
- 1er juillet : Juan Carlos Varela entre en fonction comme nouveau président.

## Pérou
- 1er au 14 décembre : conférence de Lima sur le changement climatique.

## Salvador
- 2 février et 9 mars : élection présidentielle.

## Uruguay
- 26 octobre et 30 novembre : élections générales. L'ancien président Tabaré Vázquez est élu au second tour de l'élection présidentielle, face à Luis Alberto Lacalle Pou.

## Venezuela
- Manifestations de 2014 au Venezuela.